# Osso trapézio
O osso trapézio (ou grande multiangular) é um osso do carpo, no punho. Está situado no lado radial do carpo, entre o escafoide e o primeiro metacarpo.
Seu nome derivado do grego trapezion, que significa "irregular e quadrilateral"; literalmente, significa "uma mesa pequena", já que trapeza significa "mesa". Além disso, também significa "quatro", do radical tra- e "pés", de peza.

## Imagens Adicionais

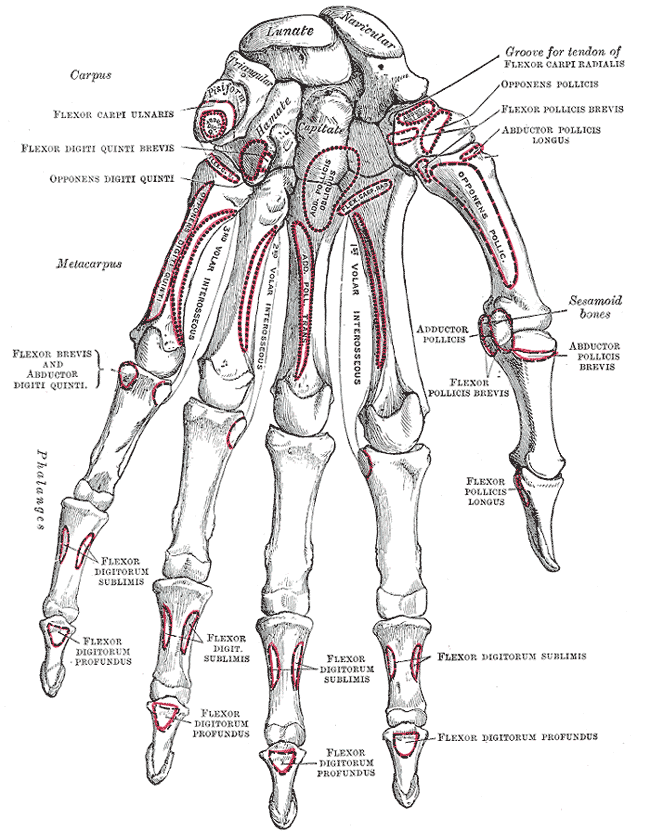
Ossos da mão esquerda. Superfície palmar.
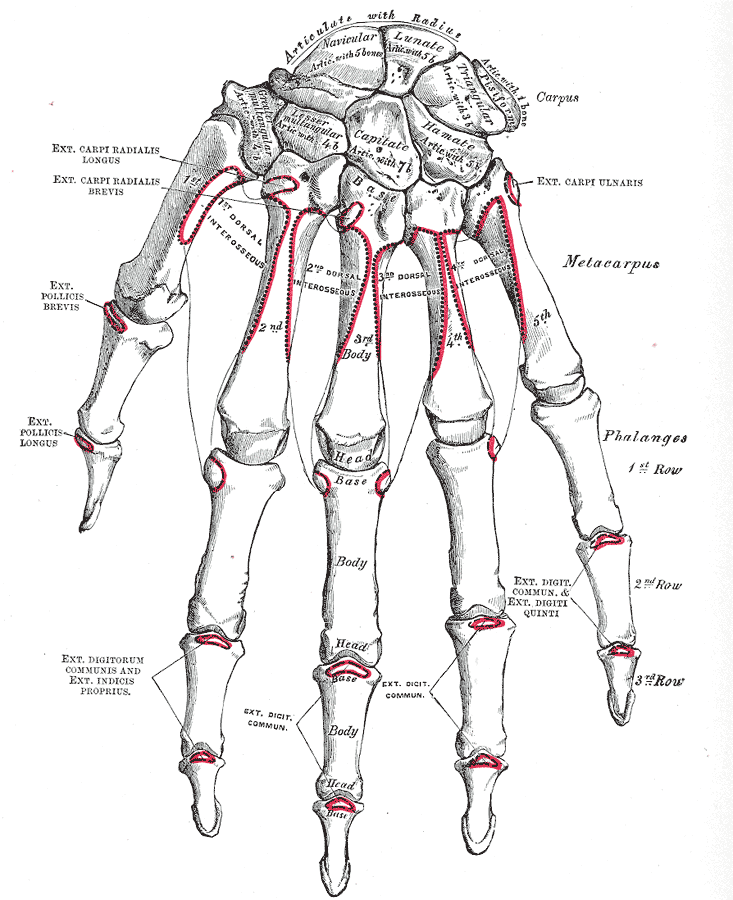
Ossos da mão esquerda. Superfície dorsal.

–